# Leszczyny (powiat konecki)
Leszczyny – osada w Polsce, w województwie świętokrzyskim, w powiecie koneckim, w gminie Fałków.
Do 2023 miejscowość była przysiółkiem wsi Czermno-Kolonia.
Osada należy do sołectwa Czermno-Kolonia.
W latach 1975–1998 przysiółek należał administracyjnie do województwa piotrkowskiego.
Wierni Kościoła rzymskokatolickiego należą do parafii Nawiedzenia Najświętszej Maryi Panny i św. Mikołaja w Czermnie.